# Клей (окръг, Тенеси)
Вижте пояснителната страница за други населени места с името Клей.
Окръг Клей (на английски: Clay County) е окръг в щата Тенеси, Съединени американски щати. Площта му е 671 km², а населението – 7976 души (2000). Административен център е град Сълина.